# Litania (album Tomasza Stańki)
Litania: The Music of Krzysztof Komeda – album septetu Tomasza Stańki, wydany 11 listopada 1997.
Na album składa się dziesięć utworów autorstwa Krzysztofa Komedy w nowych aranżacjach. Album uzyskał status złotej płyty w lutym 2001.

## Muzycy
Tomasz Stańko Septet w składzie:
- Tomasz Stańko – trąbka
- Joakim Milder – saksofon sopranowy, saksofon tenorowy
- Bernt Rosengren – saksofon tenorowy
- Bobo Stenson – fortepian
- Terje Rypdal – gitara, gitara elektryczna
- Palle Danielsson – bas
- Jon Christensen – perkusja

## Lista utworów
1. „Svantetic” 11:04
2. „Sleep Safe and Warm” (wersja 1.) 3:12
3. „Night-Time, Daytime Requiem” 21:51
4. „Ballada” 4:18
5. „Litania” 6:54
6. „Sleep Safe and Warm” (wersja 2.) 2:46
7. „Repetition” 3:57
8. „Ballad for Bernt” (z filmu Nóż w wodzie) 3:45
9. „The Witch” 5:28
10. „Sleep Safe and Warm” (wersja 3.) 2:06